# 1067
| 1067               |
| ------------------ |
| Dødsfald - Fødsler |
|                    |

| Gregoriansk kalender | 1067 MLXVII             |
| Ab urbe condita      | 1820                    |
| Armensk kalender     | 516 ԹՎ ՇԺԶ              |
| Kinesiske kalender   | 3763 – 3764 丙午 – 丁未 |
| Etiopisk kalender    | 1059 – 1060             |
| Jødisk kalender      | 4827 – 4828             |
| Hindukalendere       |                         |
| - Vikram Samvat      | 1122 – 1123             |
| - Shaka Samvat       | 989 – 990               |
| - Kali Yuga          | 4168 – 4169             |
| Iransk kalender      | 445 – 446               |
| Islamisk kalender    | 459 – 460               |

Konge i Danmark: Svend 2. Estridsen 1047-1074
Se også 1067 (tal)

## Begivenheder
- Man begynder at bygge Tower of London